# Empis licenti
Empis licenti är en tvåvingeart som beskrevs av Seguy 1956. Empis licenti ingår i släktet Empis och familjen dansflugor. Inga underarter finns listade i Catalogue of Life.